# Gillies MacKinnon
Gillies MacKinnon (* 8. Januar 1948 in Glasgow, Schottland) ist ein britischer Regisseur und Drehbuchautor. International bekannt wurde er durch die Kinofilme Die Playboys, Der Zufalls-Dad, Small Faces, Marrakesch und Ein Haus in Irland.

## Leben und Karriere
Gillies MacKinnon, geboren 1948 in Glasgow, arbeitete nach dem Studium der Wandmalerei an der Glasgow School of Art zuerst als Kunstlehrer und professioneller Karikaturist. Anschließend studierte er von 1983 bis 1986 an der National Film and Television School, um eine Karriere in der Filmindustrie zu machen. Sein Abschlussfilm Passing Glory, feierte 1986 auf dem Edinburgh International Film Festival seine Premiere und gewann dort den ersten Preis.
Sein Fernsehfilmdebüt gab er schließlich 1989 mit dem Abenteuerdrama Conquest of the South Pole. 1992 inszenierte MacKinnon dann mit dem romantischen Drama Die Playboys mit Albert Finney und Aidan Quinn in den Hauptrollen, seinen ersten Kinofilm. Mit dem US-amerikanischen Schauspieler Steve Martin drehte er 1994 die Komödie Der Zufalls-Dad. 1996 gelang ihm mit dem preisgekrönten Teenager-Drama Small Faces einer seiner größten internationalen Erfolge. Als Kameramann verpflichtete er John de Borman, mit dem er später noch vier weitere Kinofilme drehen sollte. 1998 entstand das Filmdrama Marrakesch mit der jungen Kate Winslet in der weiblichen Hauptrolle, die ein Jahr zuvor gerade mit dem Filmepos Titanic zum internationalen Star aufgestiegen war. Im Jahr 2002 verfilmte MacKinnon dann gleich zwei Stoffe. Zum einen den Kriminalfilm Jagd nach Vergeltung in der Besetzung Jonny Lee Miller und Andy Serkis, zum anderen das Drama Ein Kind von Traurigkeit mit Harry Eden, Molly Parker und David Wenham in den Hauptrollen. 2005 führte er dann bei dem romantischen Filmdrama Ein Haus in Irland Regie. Es spielten Olivia Williams, Andie MacDowell und Iain Glen.
Seit 2007 arbeitete MacKinnon dann ausschließlich für Fernsehfilme und Episoden von namhaften Fernsehserien, die er bereits in den 1990er Jahren in unregelmäßigen Abständen gedreht hatte.
MacKinnon lebt in Stroud Green, im Norden von London. Gillies MacKinnon ist der Bruder des Drehbuchautors Billy MacKinnon.

## Auszeichnungen
- 1991: Dinard-British-Film-Festival-Award in der Kategorie Golden Hitchcock für Screen Two
- 1993: BAFTA-Award-Nominierung in der Kategorie BAFTA TV Award 	Best Single Drama für die Episode Screen Two – The Grass Arena
- 1993: Internationales-Filmwochenende-Würzburg-Award in der Kategorie Audience Award für Die Playboys
- 1995: Edinburgh-International-Film-Festival-Award in der Kategorie Best New British Feature  für Small Faces
- 1996: Dinard British Film Festival-Nominierung in der Kategorie Golden Hitchcock für Trojan Eddie
- 1996: San-Sebastián-International-Film-Festival-Award in der Kategorie Golden Seashell für Trojan Eddie
- 1996: Rotterdam-International-Film-Festival-Award in der Kategorie Tiger Award für Small Faces
- 1997: BAFTA-Award-Nominierung in der Kategorie BAFTA Scotland Award – Best Writer für Small Faces (zusammen mit Billy MacKinnon)
- 1997: Internationales-Filmfest-Emden-Norderney-Nominierung in der Kategorie für Trojan Eddie
- 1998: British-Independent-Film-Awards-Nominierung in der Kategorie Best British Director of an Independent Film für Regeneration
- 1998: Political-Film-Society-Award-Nominierung in der Kategorie Political Film Society Award für Frieden für Regeneration
- 1999: Genie-Awards-Nominierung in der Kategorie Best Achievement in Direction für Regeneration
- 2003: Internationales Filmfest Emden-Norderney in der Kategorie für Ein Kind von Traurigkeit
- 2003: Berlin-International-Film-Festival-Award in der Kategorie Manfred Salzgeber Award für Ein Kind von Traurigkeit
- 2005: Biarritz-International-Festival-of-Audiovisual-Programming-Award in der Kategorie Golden FIPA – TV Series and Serials für Maria Stuart – Blut, Terror und Verrat

## Filmografie

### Kino
- 1992: Die Playboys (The Playboys)
- 1994: Der Zufalls-Dad (A Simple Twist of Fate)
- 1996: Small Faces
- 1996: Trojan Eddie
- 1997: Der Preis der Ehre (Regeneration)
- 1998: Marrakesch (Hideous Kinky)
- 2002: Jagd nach Vergeltung (The Escapist)
- 2002: Ein Kind von Traurigkeit (Pure)
- 2005: Ein Haus in Irland (Tara Road)
- 2014: Castles in the Sky
- 2016: Whisky Galore
- 2021: The Last Bus

### Fernsehen
- 1989: Conquest of the South Pole (Fernsehfilm)
- 1990: Screenplay (Fernsehserie, 1 Episode)
- 1992: Screen Two (Fernsehserie, 1 Episode)
- 1993: Die Abenteuer des jungen Indiana Jones (The Adventures Of Young Indiana Jones, Fernsehserie, 1 Episode)
- 2000: Die legendären blonden Bombshells (The Last of the Blonde Bombshells, Fernsehfilm)
- 2004: Maria Stuart – Blut, Terror und Verrat (Gunpowder, Treason & Plot, Fernsehfilm)
- 2007: The History of Mr Polly (Fernsehfilm)
- 2007: The Adventures of Young Indiana Jones: Love’s Sweet Song (Fernsehfilm)
- 2008: Der Preis des Verbrechens (Trial & Retribution, Fernsehserie, 1 Episode)
- 2008: The Commander: Abduction (Fernsehfilm)
- 2009: Zig Zag Love (Fernsehfilm)
- 2010: Above Suspicion 2: The Red Dahlia (Fernsehserie, 3 Episoden)
- 2011: Above Suspicion: Deadly Intent (Fernsehserie, 3 Episoden)
- 2011–2012: George Gently – Der Unbestechliche (Inspector George Gently, Fernsehserie, drei Episoden)
- 2013: The Village (Fernsehserie, 2 Episoden)
- 2015: Clean Break (Fernsehserie, 2 Episoden)
- 2018: Torvill & Dean (Fernsehfilm)

als Drehbuchautor
- 1996: Small Faces